# Charles Bélec
Pour les articles homonymes, voir Bélec.
Charles Bélec, né le 23 décembre 1872 à Fort-Coulonge et mort le 16 janvier 1958, est un agriculteur et homme politique canadien.

## Biographie
Né à Fort-Coulonge dans la région des Outaouais, il dirige une ferme dans les environs de son village natal. Il entama une carrière politique en servant comme maire de la municipalité de Mansfield-et-Pontefract en 1902 et en 1924.
Élu député du Parti conservateur dans la circonscription fédérale de Pontiac en 1930, il est défait en 1935 par le libéral Wallace Reginald McDonald.